# Stimmate (medicina)
In medicina le stimmate (anche stigmate o stimate; dal greco stigma, marchio) sono le variazioni palesi e manifeste al fenotipo che possono essere segno distintivo rispetto alla condizione comune.
Ad un approccio semplicistico alla diagnosi sono i segni caratteristici che indirizzano per la loro sola presenza in maniera evidente, ad essere elementi qualificanti per indurre l'attribuzione a determinate condizioni patologiche.
Caso tipico è la psoriasi, notissima affezione dermatologica costituzionale, che colpisce oltre il 5 % della popolazione.
Suo elemento marcante significativo e palese è la presenza di ulcerazioni alle mani, alla fronte e spesso ai piedi, con manifestazioni essudative ed esfoliative.
L'approccio che permette di affinare la diagnosi può essere un esame strumentale diagnostico, o ancora la ricerca di altre stimmate possibili meno palesi (per ovvi motivi), ma sempre tipicamente connesse alla stessa affezione, come possono essere l'arrossamento e la condizione essudativa ed esfoliativa delle ascelle, del pube, e della piega interglutea, e tutti gli altri fattori tipici.
In una progressione di "marchi" significativi appaiono poi rilevabili altre e meno evidenti stimmate secondarie come la malformazione delle unghie, le complicazioni articolari.
La stimmata non è quindi mai, o quasi mai, elemento completo di diagnosi ma può essere potente strumento, con l'ausilio di altri elementi qualificanti, per abbinare a sintomi o marchi la successiva definizione più completa della condizione specifica.

## Medicina e società
Lo stato proprio della connotazione stimmatica (come marchio) è spesso occasione di profonda sofferenza nelle persone colpite, e non solo per la eventuale patologia connessa, ma per la percezione della diversità in sé, percezione che è spesso derivata dalla risposta di rifiuto e condanna che l'ambiente sociale allestisce nei confronti della diversità stessa.
La società, e con questa le religioni, hanno spesso assimilato le deformità come condizioni condannabili e da perseguitare, essendo la diversità infrazione evidente alla condizione comune, o alla immagine divina, (l'uomo come immagine di Dio), mentre in qualche caso il marchio (inteso come deroga dal comune) è stato assimilato (o semplicemente utilizzato) dalle convinzioni religiose o superstiziose come proposta di un "ponte" ideale di collegamento tra divino ed umano.